# Йозеф Хофман
Йозеф Франц Мария Хофман (на немски: Josef Franz Maria Hoffmann) е австрийски архитект и дизайнер.
В 1897 година заедно с Ото Вагнер, Густав Климт, Йозеф Мария Олбрих, Коломан Мозер и други архитекти и художници основава артистичната група „Виенски сецесион“.

## Галерия
- Дворец „Stoclet“ в Брюксел
- Вила „Скива-Примавези“
- Санаториум Пуркерсдорф
- Дом № 19, Щайнфелдгасе 2, Виена
- Паметник на Ото Вагнер във Виена, 1929 г.
- Фотьойл „Кубус“, 1910
- „Машина за сядане“, модел 670, 1904 – 1906
- Кафеник, ок. 1930

## За него
- Sarnitz, August. Josef Hoffmann. In the Realm of Beauty.   Cologne, Taschen, 2007. ISBN 978-3-8228-5591-1.
- Fahr-Becker, Gabriele. Wiener Werkstätte: 1903 – 1932.   Cologne, Taschen, 2008. ISBN 3-8228-3773-3.
- Sekler, Eduard. Josef Hoffmann. Das Architektonische Werk; Monographie und Werkverzeichnis.   Salzburg, Residenz, 1982. ISBN 3-7017-0306-X.
- Vives Chillida, Julio. Josef Hoffmann y Jacob & Josef Kohn en la Kunstschau Wien de 1908, (La pequeña casa de campo: una efímera obra de arte total).   Lulu.com (print on demand), 2008. ISBN 978-1-4092-0239-4.